# 由紀草一
由紀 草一（ゆうき そういち、1954年 - ）は、日本の教育・思想・演劇評論家、高校教諭。
本名・鈴木敏男。

## 来歴
茨城県出身。早稲田大学第一文学部卒業。同大学大学院文学研究科芸術学専修（演劇）修士課程を修了。
現在茨城県公立高等学校（定時制）勤務。担当教科は英語。処女出版『学校の現在』（1989年）以来自己の体験に基づく現実的な教育論で知られる。
『思想以前』（1999年）から思想方面へ発言範囲を拡大。『団塊の世代とは何だったのか』や『軟弱者の戦争論』などは、戦後日本の思想風土批判の書である。
大学院時代の専門だった演劇については、『20世紀の戯曲 1～3』（社会評論社 1998年～2005年 共著）の執筆者の一人として、福田恆存、安部公房、三好十郎、別役実らの戯曲について論じている。

## 著書
- 『学校の現在』夏木智共著 大和書房 1989
- 『学校はいかに語られたか』JICC出版局 1992
- 『思想以前 今を生きぬくために考えるべきこと』洋泉社 1999
- 『団塊の世代とは何だったのか』洋泉社・新書y 2003
- 『軟弱者の戦争論 憲法九条をとことん考えなおしてみました。』PHP新書 2006

## 注
1. ↑  http://www.jstr.org/project/Arcive/Bun_nihkin_n.htm